# ソニア・ガンディー
ソニア・ガンディー （イタリア語：Sonia Gandhi、ヒンディー語：सोनिया गांधी、1946年12月9日 - ）は、インドの政治家。元統一進歩同盟（UPA）議長。元インド国民会議暫定総裁。

## 経歴
イタリア人としてイタリア北東部のヴェネト州ヴィチェンツァ県ルジアーナに生まれ、カトリック教徒の家庭で育つ。1964年にイギリスへ留学し、ケンブリッジの語学学校で英語を学ぶ。そこでケンブリッジ大学に留学していたラジーヴ・ガンディーと知り合い1968年に結婚した。2人の間には1970年に長男ラーフル、1972年に長女プリヤンカが生まれている。
ラジーヴの母のインディラ・ガンディーは当時インドの首相であったが、結婚してしばらくの間はラジーヴもソニアも政治に関わることはなかった。しかしラジーヴは弟のサンジャイ・ガンディーが1980年に飛行機事故で死亡すると政界に入り、さらに1984年に母のインディラが暗殺されると、その後を引き継いで首相に就任することになる。そしてソニアはインドのファーストレディとなった。
1991年にラジーヴが暗殺されると、国民会議はナラシンハ・ラーオの下で同年の総選挙に勝利したが、次の1996年総選挙では敗北する。党勢を取り戻そうとする動きの中でソニアに期待がかかると、ソニアは1997年に国民会議に入党し、翌1998年3月14日には総裁に選出される。
1999年4月、当時のバジパイ首相の信任決議がローク・サバー（下院）で否決されたことにより第一党のインド人民党を中心とする政権が崩壊すると、国民会議が第二党だったため、その総裁であるソニアが首相候補として挙がったが、多数派工作に失敗し組閣は実現しなかった。下院は結局解散され、同年の選挙でソニアは議員に選出されるが、インド人民党が勝利したため国民会議の政権獲得はできなかった。選挙後ソニアは下院の野党院内総務を務めた。
2004年総選挙では国民会議を勝利に導き政権奪還を果たす。選挙後の5月15日にソニアは国民会議の両院議員総会で首相候補として選出され、そのまま首相に就任するかと思われたが、イタリア生まれであることが批判されていたこともあり、5月18日の両院議員総会で首相就任を固辞し、代わりにマンモハン・シンを首相に指名した。
2006年3月、下院議員と国家諮問委員会議長を辞職した。同委員会議長を務めていることが国会議員による有給職の兼務禁止の法律に触れているという批判をかわすためと見られる。その後、同年5月実施の下院補欠選挙に改めて出馬し、2位の候補に大差をつけて圧勝した。
2019年、ラーフル・ガンディーが国民会議派総裁を退任したため、国民会議派暫定総裁に復帰。

## 家族
長男のラーフル・ガンディーも政治家であり、2004年に下院議員に選出されて以来その職にある。また、国民会議の幹事長も務める。長女のプリヤンカ・ヴァドラは政界入りこそしていないが、国民会議の応援演説を積極的にこなしている。人気も高く、祖母であるインディラ・ガンディーの再来だと言われることもある。